# Kašna na náměstí Svobody (Vodňany)
Kašna na náměstí Svobody ve Vodňanech představuje jeden ze symbolů města. Stojí v jeho centrální části. Není památkově chráněná (na rozdíl od jiných kašen na území Čech).

## Historie
Kašna byla zřízena v roce 1840 na původním místě sochy sv. Jana přemístěné ke kostelu.
V roce 1929 došlo k podstatné úpravě podle návrhu sochaře Josefa Kvasničky, kdy byla doplněna o sochu Svobody, postavenou na pilíři v prostřední části kašny. Na sloup byly také umístěny znaky města a symboly rybářství, které město reprezentuje, zemědělství a průmyslu. K instalaci sochy došlo u příležitosti desátého výročí od vzniku Československa. Až do druhé světové války měla v rukou štít s českým státním znakem. Ten byl během protektorátu upraven tak, aby znak zmizel, lipové větve v druhé ruce sochy ale zůstaly.
V roce 2016 bylo rozhodnuto o obnově sochy a v květnu 2018 byla slavnostně odhalena. Došlo též k opravě schodiště po obvodu osmiboké kašny, k jejímu napojení na místní vodovod, renovaci erbů i sochy a k instalaci osvětlení objektu.